# 小泉海岸インターチェンジ
小泉海岸インターチェンジ（こいずみかいがんインターチェンジ）は、宮城県気仙沼市本吉町卯名沢にある三陸沿岸道路（歌津本吉道路）のインターチェンジである。
仙台方面出入口のみのハーフインターチェンジである。

## 道路

### 本線
- E45 三陸沿岸道路（歌津本吉道路・21番）

### 接続する道路

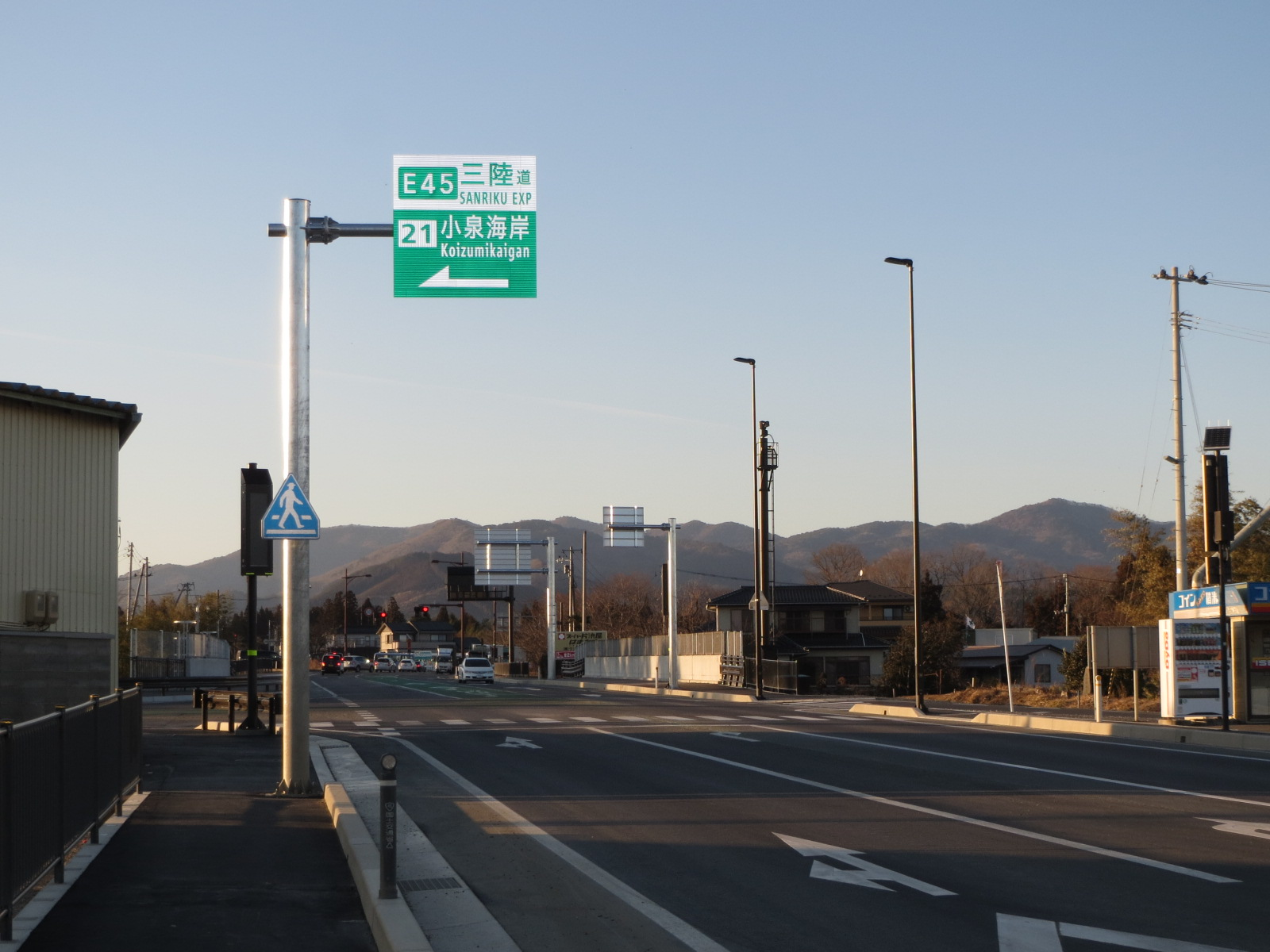
国道45号歌津方面側からの出入口付近

直接接続
- 国道45号

間接接続
- 国道346号（国道45号経由）

## 歴史
- 2019年（平成31年）
  - 1月21日 : IC名称が「卯名沢IC（仮称）」から「小泉海岸IC」に正式決定[1]。
  - 2月16日 : 歌津IC - 小泉海岸IC間開通に伴い供用開始[1]。
- 2020年（令和2年）11月21日 : 小泉海岸IC - 本吉津谷IC間開通[2]。

## 料金所
無料区間のため設置されていない。

## 周辺
- JR東日本 気仙沼線 本吉駅
- 気仙沼市役所本吉総合支所
- 気仙沼市立本吉病院
- 気仙沼・本吉地域広域行政事務組合消防本部 気仙沼消防署本吉分署
- 宮城県本吉響高等学校

## 隣
E45 三陸沿岸道路（歌津本吉道路）
(19) 歌津IC - (20) 歌津北IC - (21) 小泉海岸IC - (22) 本吉津谷IC
- 当ICから大船渡・釜石方面は利用できない。
- 歌津北ICは仙台方面のみ出入り可能なハーフICのため、当ICとは往来できない。